# Silent Majority
„Silent Majority” (jap. サイレントマジョリティー Sairento Majoritii) – debiutancki singel japońskiego zespołu Keyakizaka46, wydany w Japonii 6 kwietnia 2016 roku przez Sony Records.
Singel został wydany w czterech edycjach: regularnej (CD) i trzech CD+DVD (Type-A, Type-B, Type-C). Osiągnął 1 pozycję w rankingu Oricon i pozostał na liście przez 163 tygodnie, sprzedał się w nakładzie 452 277 egzemplarzy i zdobył status podwójnej platynowej płyty.

## Lista utworów
Wszystkie utwory zostały napisane przez Yasushiego Akimoto.

### Type-A
| CD | CD                                                                  | CD             | CD             | CD      |
| Nr | Tytuł utworu                                                        | Kompozycja     | Aranżacja      | Długość |
| -- | ------------------------------------------------------------------- | -------------- | -------------- | ------- |
| 1. | „Silent Majority” (jap. サイレントマジョリティー)                   | Bugbear        | Mine Kushita   | 4:25    |
| 2. | „Te o tsunaide kaerō ka” (jap. 手を繋いで帰ろうか)                  | Akira Sunset   | Akira Sunset   | 5:16    |
| 3. | „Yamanote-sen” (jap. 山手線) (wyk. Yurina Hirate)                   | Takashi Fukuda | Takashi Fukuda | 4:33    |
| 4. | „Silent Majority” (jap. サイレントマジョリティー) (off vocal ver.)  | Bugbear        | Mine Kushita   | 4:25    |
| 5. | „Te o tsunaide kaerō ka” (jap. 手を繋いで帰ろうか) (off vocal ver.) | Akira Sunset   | Akira Sunset   | 5:16    |
| 6. | „Yamanote-sen” (jap. 山手線) (off vocal ver.)                       | Takashi Fukuda | Takashi Fukuda | 4:33    |

| DVD | DVD                                                             | DVD     |
| Nr  | Tytuł utworu                                                    | Długość |
| --- | --------------------------------------------------------------- | ------- |
| 1.  | „Silent Majority” (jap. サイレントマジョリティー) (music video) | 4:26    |
| 2.  | „Yamanote-sen” (jap. 山手線) music video)                       | 4:58    |
| 3.  | „Ishimori Nijika” (jap. 石森虹花)                               | 5:25    |
| 4.  | „Koike Minami” (jap. 小池美波)                                  | 10:05   |
| 5.  | „Sugai Yūka” (jap. 菅井友香)                                    | 8:40    |
| 6.  | „Nagasawa Nanako” (jap. 長沢菜々香)                             | 4:59    |
| 7.  | „Hirate Yurina” (jap. 平手友梨奈)                               | 6:08    |
| 8.  | „Yonetani Nanami” (jap. 米谷奈々未)                             | 5:31    |
| 9.  | „Watanabe Rika” (jap. 渡辺梨加)                                 | 5:17    |

### Type-B
| CD | CD                                                                  | CD               | CD               | CD      |
| Nr | Tytuł utworu                                                        | Kompozycja       | Aranżacja        | Długość |
| -- | ------------------------------------------------------------------- | ---------------- | ---------------- | ------- |
| 1. | „Silent Majority” (jap. サイレントマジョリティー)                   | Bugbear          | Mine Kushita     | 4:25    |
| 2. | „Te o tsunaide kaerō ka” (jap. 手を繋いで帰ろうか)                  | Akira Sunset     | Akira Sunset     | 5:16    |
| 3. | „Shibuyagawa” (jap. 渋谷川) (wyk. Yuichans)                         | Daisuke Nakamura | Akihisa Matsuura | 4:52    |
| 4. | „Silent Majority” (jap. サイレントマジョリティー) (off vocal ver.)  | Bugbear          | Mine Kushita     | 4:25    |
| 5. | „Te o tsunaide kaerō ka” (jap. 手を繋いで帰ろうか) (off vocal ver.) | Akira Sunset     | Akira Sunset     | 5:16    |
| 6. | „Shibuyagawa” (jap. 渋谷川) (off vocal ver.)                        | Daisuke Nakamura | Akihisa Matsuura | 4:52    |

| DVD | DVD                                                             | DVD     |
| Nr  | Tytuł utworu                                                    | Długość |
| --- | --------------------------------------------------------------- | ------- |
| 1.  | „Silent Majority” (jap. サイレントマジョリティー) (music video) | 4:26    |
| 2.  | „Shibuyagawa” (jap. 渋谷川) music video)                        | 5:21    |
| 3.  | „Imaizumi Yui” (jap. 今泉佑唯)                                  | 3:10    |
| 4.  | „Uemura Rina” (jap. 上村莉菜)                                   | 3:16    |
| 5.  | „Ozeki Rika” (jap. 尾関梨香)                                    | 7:02    |
| 6.  | „Oda Nana” (jap. 織田奈那)                                      | 3:10    |
| 7.  | „Sato Shiori” (jap. 佐藤詩織)                                   | 3:11    |
| 8.  | „Shida Manaka” (jap. 志田愛佳)                                  | 6:23    |
| 9.  | „Moriya Akane” (jap. 守屋茜)                                    | 5:52    |

### Type-C
| CD | CD                                                                          | CD                  | CD                     | CD      |
| Nr | Tytuł utworu                                                                | Kompozycja          | Aranżacja              | Długość |
| -- | --------------------------------------------------------------------------- | ------------------- | ---------------------- | ------- |
| 1. | „Silent Majority” (jap. サイレントマジョリティー)                           | Bugbear             | Mine Kushita           | 4:25    |
| 2. | „Te o tsunaide kaerō ka” (jap. 手を繋いで帰ろうか)                          | Akira Sunset        | Akira Sunset           | 5:16    |
| 3. | „Noriokureta Bus” (jap. 乗り遅れたバス) (wyk. Neru Nagahama & Keyakizaka46) | SoichiroK, Nozomu.S | Soulife, Yūichirō Gotō | 4:29    |
| 4. | „Silent Majority” (jap. サイレントマジョリティー) (off vocal ver.)          | Bugbear             | Mine Kushita           | 4:25    |
| 5. | „Te o tsunaide kaerō ka” (jap. 手を繋いで帰ろうか) (off vocal ver.)         | Akira Sunset        | Akira Sunset           | 5:16    |
| 6. | „Noriokureta Bus” (jap. 乗り遅れたバス) (off vocal ver.)                    | SoichiroK, Nozomu.S | Soulife, Yūichirō Gotō | 4:29    |

| DVD | DVD                                                             | DVD     |
| Nr  | Tytuł utworu                                                    | Długość |
| --- | --------------------------------------------------------------- | ------- |
| 1.  | „Silent Majority” (jap. サイレントマジョリティー) (music video) | 4:26    |
| 2.  | „Te o tsunaide kaerō ka” (jap. 手を繋いで帰ろうか) music video) | 7:18    |
| 3.  | „Kobayashi Yui” (jap. 小林由依)                                 | 4:44    |
| 4.  | „Saitō Fuyuka” (jap. 齋藤冬優花)                                | 4:04    |
| 5.  | „Suzumoto Miyu” (jap. 鈴本美愉)                                 | 6:41    |
| 6.  | „Habu Mizuho” (jap. 土生瑞穂)                                   | 3:25    |
| 7.  | „Harada Aoi” (jap. 原田葵)                                      | 3:50    |
| 8.  | „Watanabe Risa” (jap. 渡邉理佐)                                 | 8:42    |
| 9.  | „Nagahama Neru” (jap. 長濱ねる)                                 | 3:34    |

### Edycja regularna
| CD | CD                                                                  | CD                  | CD                     | CD      |
| Nr | Tytuł utworu                                                        | Kompozycja          | Aranżacja              | Długość |
| -- | ------------------------------------------------------------------- | ------------------- | ---------------------- | ------- |
| 1. | „Silent Majority” (jap. サイレントマジョリティー)                   | Bugbear             | Mine Kushita           | 4:25    |
| 2. | „Te o tsunaide kaerō ka” (jap. 手を繋いで帰ろうか)                  | Akira Sunset        | Akira Sunset           | 5:16    |
| 3. | „Kimi ga inai” (jap. キミガイナイ)                                  | SoichiroK, Nozomu.S | Soulife, Yūichirō Gotō | 4:43    |
| 4. | „Silent Majority” (jap. サイレントマジョリティー) (off vocal ver.)  | Bugbear             | Mine Kushita           | 4:25    |
| 5. | „Te o tsunaide kaerō ka” (jap. 手を繋いで帰ろうか) (off vocal ver.) | Akira Sunset        | Akira Sunset           | 5:16    |
| 6. | „Kimi ga inai” (jap. キミガイナイ) (off vocal ver.)                 | SoichiroK, Nozomu.S | Soulife, Yūichirō Gotō | 4:43    |

## Skład zespołu
| „Silent Majority” |
| --- |
| - Kanji Keyaki: Nijika Ishimori, Yui Imaizumi, Rina Uemura, Rika Ozeki, Nana Oda, Minami Koike, Yui Kobayashi, Fuyuka Saitō, Shiori Satō, Manaka Shida, Yūka Sugai, Miyu Suzumoto, Nanako Nagasawa, Mizuho Habu, Aoi Harada, Yurina Hirate (środek), Akane Moriya, Nanami Yonetani, Rika Watanabe, Risa Watanabe |

| „Te o tsunaide kaerō ka” |
| --- |
| - Kanji Keyaki: Nijika Ishimori, Yui Imaizumi, Rina Uemura, Rika Ozeki, Nana Oda, Minami Koike, Yui Kobayashi, Fuyuka Saitō, Shiori Satō, Manaka Shida, Yūka Sugai, Miyu Suzumoto, Nanako Nagasawa, Mizuho Habu, Aoi Harada, Yurina Hirate (środek), Akane Moriya, Nanami Yonetani, Rika Watanabe, Risa Watanabe |

| „Shibuyagawa”                               |
| ------------------------------------------- |
| - Kanji Keyaki: Yui Imaizumi, Yui Kobayashi |

| „Noriokureta Bus” |
| --- |
| - Kanji Keyaki: Yui Imaizumi, Yui Kobayashi, Miyu Suzumoto, Yurina Hirate, Rika Watanabe - Hiragana Keyaki: Neru Nagahama (środek) |

| „Kimi ga inai” |
| --- |
| - Kanji Keyaki: Nijika Ishimori, Yui Imaizumi, Rina Uemura, Rika Ozeki, Nana Oda, Minami Koike, Yui Kobayashi, Fuyuka Saitō, Shiori Satō, Manaka Shida, Yūka Sugai, Miyu Suzumoto, Nanako Nagasawa, Mizuho Habu, Aoi Harada, Yurina Hirate (środek), Akane Moriya, Nanami Yonetani, Rika Watanabe, Risa Watanabe |

## Notowania
| Lista                             | Pozycja |
| --------------------------------- | ------- |
| Oricon Weekly Singles Chart       | 1       |
| Oricon Yearly Singles Chart       | 14      |
| Billboard Japan Hot 100           | 1       |
| Billboard Japan Hot Singles Sales | 1       |